# Gustav Sztavjanik
Gustav Sztavjanik (* 6. Juli 1907 in Wien; † 1944) war ein österreichischer Radsportler, der in den Jahren 1924 bis 1931 zusammen mit dem indischen Journalisten Fram Jamsetjie Davar die Welt mit dem Fahrrad umrundete.

## Weltreise
Durch Zufall lernte der radsportbegeisterte Gustav Sztavjanik den indischen Radreisenden Fram Jamsetjie Davar in Wien kennen und schloss sich ihm zu einer Weltumrundung per Fahrrad an. Die Reise führte die beiden in den Jahren 1924 bis 1931 durch vier verschiedene Kontinente:
- Europa (u. a. Tschechoslowakei, Deutschland, Schweiz, Frankreich, Holland sowie Skandinavien),
- Afrika (erstmalige Durchquerung der Sahara per Fahrrad),
- Süd- und Nordamerika (zweimalige Überquerung der Anden)
- Asien

sowie wieder zurück nach Wien, Österreich.
Auf ihrer Reise machten die beiden Abenteurer die Bekanntschaft verschiedener prominenter Persönlichkeiten, die sich für die Unternehmung interessierten und einen entsprechenden Eintrag in ihrem Autogramm- und Erinnerungsbuch hinterließen (u. a. Charles Lindbergh, Sven Hedin, Felix Graf von Luckner, der Boxer Jack Dempsey, Jawaharlal Nehru, Wilhelm II.).
Dank einer nahezu weltweiten Begeisterung für den Radsport erfuhren die beiden Weltreisenden immer wieder Unterstützung durch die jeweiligen lokalen Rad- und Sportvereine. Sztavjanik wurde während der Reise wiederholt als Teilnehmer zu Radrennen eingeladen und stellte z. B. zusammen mit einem chilenischen Rennpartner einen Südamerika-Rekord im 24-Stunden-Rennen auf.